# Grant Morrison
Grant Morrison (* 1960, Glasgow, Skotsko) je skotský komiksový scenárista. Známý pro svou práci u DC Comics: Animal Man, Batman, JLA, The Invisibles, Action Comics, All-Star Superman a Doom Patrol, a také u Marvel Comics: New X-Men a Fantastic Four.

## Česky vydané komiksy
Na českém trhu byly vydány následující komiksy se scénářem Granta Morrisona:

### Sešity
- 1998 – Judge Dredd: Egyptská kniha mrtvých (v Crew #08-09), (s Mike Millar a Dermot Power).
- 2012 – Hellblazer: Jak jsem se naučil mít rád bombu (v Crew2 #33), (s David Lloyd).

### Knihy
- Batman:
  - 2007 – Batman: Arkham - Pochmurný dům v pochmurném světě (s Dave McKean)
  - 2012 – Batman a syn (s Andy Kubert)
  - 2013 – Batman & Robin: Batman znovuzrozený (s Frank Quitely)
  - 2013 – Batman R.I.P. (s Tony S. Daniel)
  - 2017 – DC komiksový komplet 004 – Batman a syn (s Andy Kubert)
  - 2019 – DC komiksový komplet 053 – Batman: Muž, který se směje & Arkham (příběh Arkham - Pochmurný dům v pochmurném světě, s Dave McKean)
  - 2019 – DC komiksový komplet 077 – Batman: Černá rukavice (s J.H. Williams III, Tony S. Daniel a Ryan Benjamin)

- Superman:
  - 2013 – Superman / Action Comics 1: Superman a lidé z oceli (s různými kreslíři)
  - 2013 – Superman / Action Comics 2: Neprůstřelný (s Rags Morales)
  - 2014 – Superman / Action Comics 3: Na konci času (s Rags Morales)

- JLA:
  - 2012 – JLA: Liga spravedlnosti 1 (s Howard Porter)
  - 2013 – JLA: Liga spravedlnosti 2 (s Howard Porter)
  - 2017 – DC komiksový komplet 020 – JLA: Země 2 (s Frank Quitely)
  - 2019 – DC komiksový komplet 054 – JLA: Nový světový řád (s Howard Porter)

- New X-Men:
  - 2007 – New X-Men: G jako genocida (s Frank Quitely)
  - 2010 – New X-Men: Impérium (s Frank Quitely)
  - 2013 – Ultimátní komiksový komplet #18 – New X-Men: G jako genocida (s Frank Quitely)
  - 2014 – Ultimátní komiksový komplet #019 – New X-Men: Impérium (s Frank Quitely)

- Ostatní:
  - 2014 – MY3 (s Frank Quitely)
  - 2018 – Nejmocnější hrdinové Marvelu #56: Marvel Boy (s J. G. Jones)
  - 2019 – Temné noci – Metal: Temný vesmír (kolektivní crossover, pouze sešit Dark Knights Rising: The Wild Hunt #1, s různými umělci)

### UK vydání
- Near Myths #2-5 (1978-80)
- Captain Clyde (1979-82)
- Starblazer #15, 28, 45, 86, 127, 167, 177, 209 (1979-87)
- Warrior #26 (1985)
- Sunrise #1 (1987)
- Skin Two #26 (1987)
- A1 #3 (1989)
- Trident #1-4 (1989-90)
- Steed and Mrs. Peel #1-3 (1990)

### Marvel UK
- Spider-Man and Zoids #19, 30-31, 36-37, 40-50 (1986-87)
- Captain Britain #13 (1986)
- Doctor Who Magazine #118-119, 127-129, 139 (1986-88)
- Action Force #17 (1987)

### Fleetway
- 2000 AD (1986-94)
- Revolver (1990-91)
- Crisis (1990-91)

### DC Comics
- Superman Annual '86 (1986)
- All-Star Superman (2005-08)
- Action Comics vol.2 (#1-18) (2011 – 2013)
- Batman Annual '86 (1986)
- Arkham Asylum: A Serious House on Serious Earth (1989)
- Legends of the Dark Knight #6-10 (1990)
- Batman & Son (#655-658, #663-666) (2006-07)
- Batman #667-702 (2007-10)
- Batman and Robin #1-16 (2010)
- Batman: The Return of Bruce Wayne #1-6 (2010)
- Batman Incorporated #1-8 (2011)
- Aztek, the Ultimate Man #1-10 (1996-97)
- The Flash #130-138 (1997-98)
- Secret Origins #46 (1989)
- JLA #1-41 (1997-2000)
- DC One Million #1-4 (1999)
- JLA: Earth 2 (2000)
- JLA Classified #1-3 (2004)
- Seven Soldiers (2005-06)
- 52 (2006-07)
- Final Crisis (2008-09)
- The Multiversity #1-2 a 8 one-shots (2014-2015)
- Wonder Woman: Earth One (2016)

### Vertigo
- Animal Man #1-26 (1988-90)
- Doom Patrol #19-63 (1989-93)
- Hellblazer #25-26 (1990)
- Kid Eternity #1-3 (1991)
- Sebastian O #1-3 (1993)
- The Mystery Play (1994)
- Swamp Thing #140-143 (1994)
- The Invisibles (1994-96)
- Kill Your Boyfriend (1995)
- Flex Mentallo #1-4 (1996)
- Weird War Tales #3 (1997)
- The Filth #1-13 (2002-03)
- We3 #1-3 (2004-05)
- Seaguy (2004)
- Vimanarama #1-3 (2005)
- Joe the Barbarian #1-8 (2010-11)

### Marvel Comics
- Skrull Kill Krew #1-5 (1995)
- Marvel Boy #1-6 (2000-01)
- Fantastic Four: 1234 (2001-02)
- New X-Men #114-154 (2001-04)
- All-New Miracleman Annual: "October Incident: 1966" (2014)

### Image Comics
- Spawn #16-18: "Reflections" (1993-94)
- Happy! #1-4 (2012-13)
- Nameless #1-6 (2015)

### Dynamite/Liquid
- 18 Days (2010)
- Barry Sonnenfeld's Dinosaurs vs Aliens (2012)
- Annihilator #1-6 (2014-15)
- Sinatoro #1-… (2015-)